# 1 Pułk Ułanów (Królestwo Kongresowe)

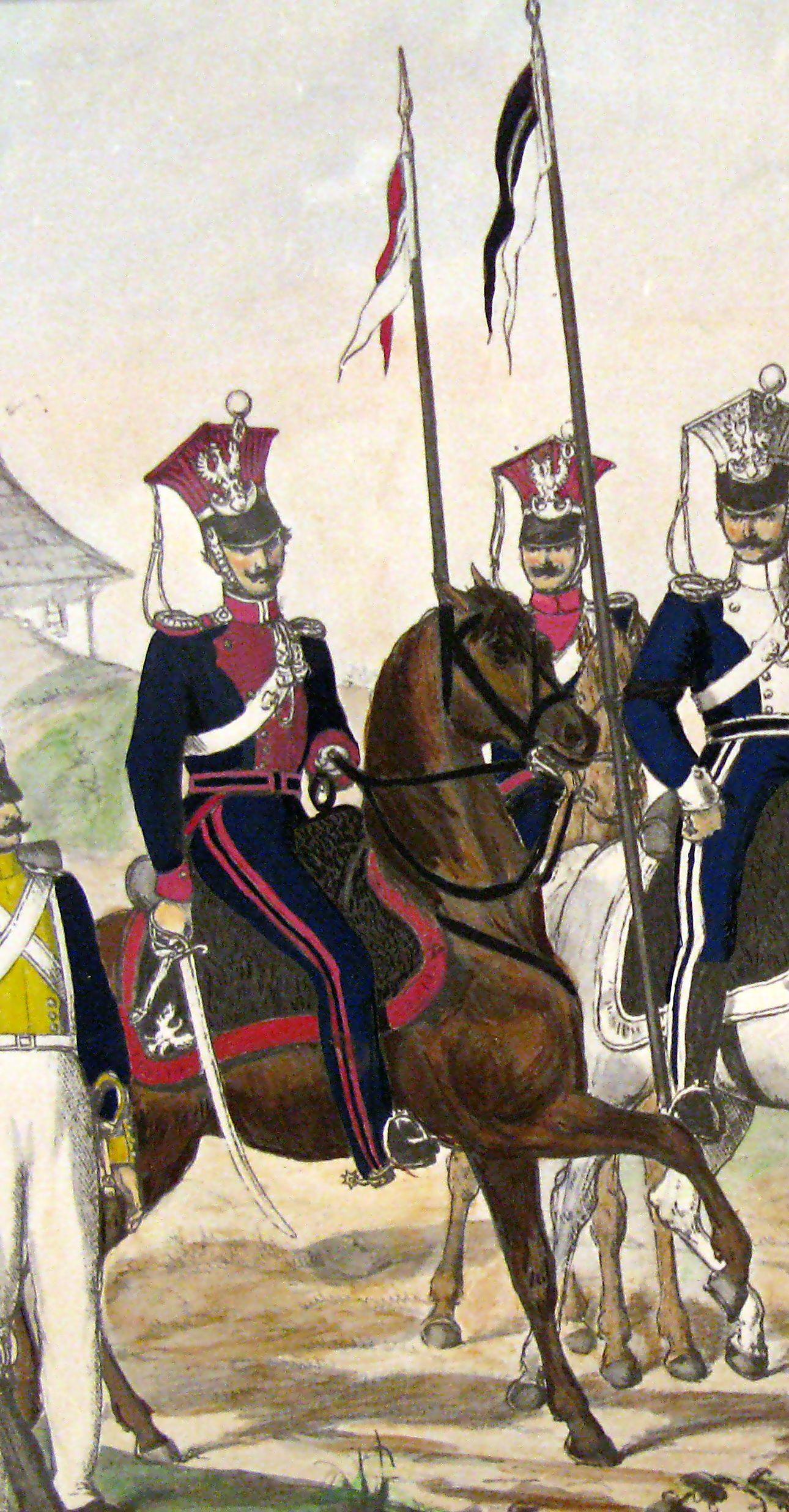
Oficer i kawalerzysta 1 pułku ułanów okresu powstania listopadowego

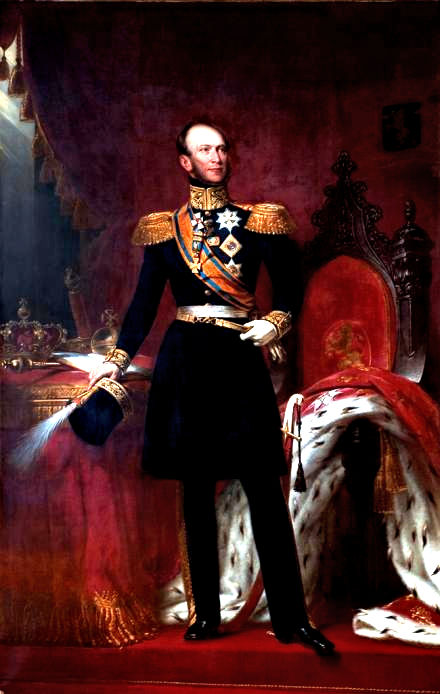
Książę Oranii Wilhelm- patron i szef 1 pułku ułanów

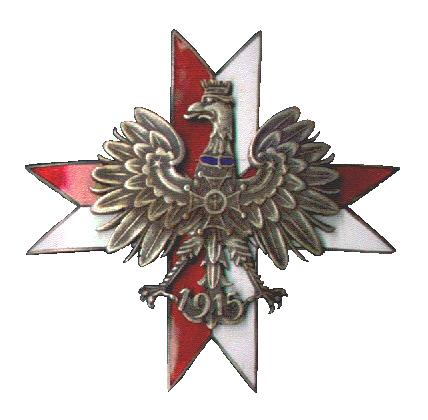
Tradycje pułku w II RP kontynuował 1 pułk Ułanów Krechowieckich

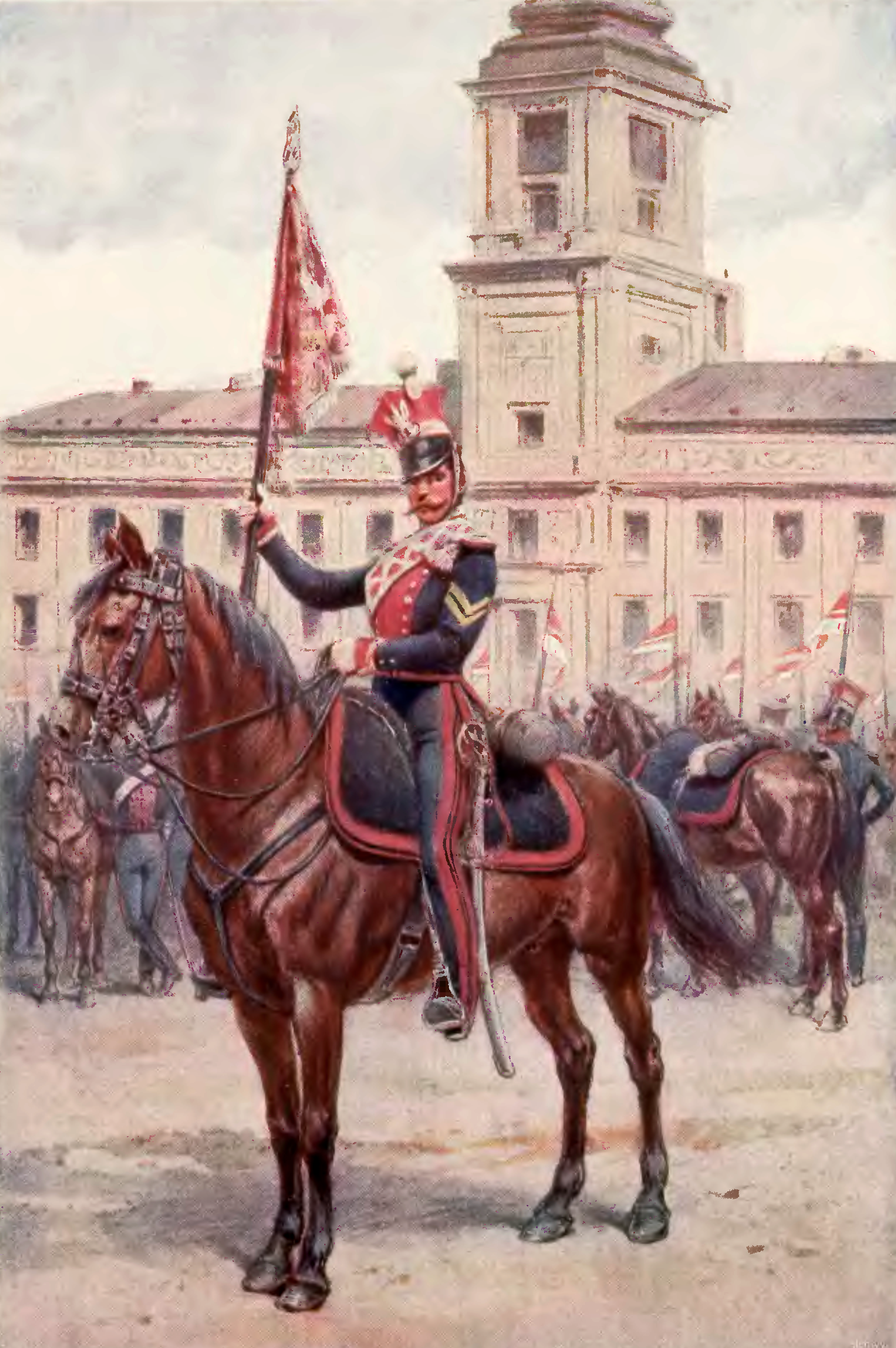
Ułan 1 pułku ułanów

1 Pułk Ułanów – oddział jazdy Wojska Polskiego Królestwa Kongresowego. 

## Formowanie i zmiany organizacyjne
Sformowany w 1815. 
Od 5 czerwca 1825 – Pułk Ułanów Jego Królewiczowskiej Mości Księcia Oranii Nr 1. Składał się z czterech szwadronów i piątego rezerwowego. Szwadrony pierwszy i drugi stanowiły 1 dywizjon, a trzeci i czwarty wchodziły w skład 2 dywizjonu. Szwadron dzielił się na dwa półszwadrony, każdy półszwadron na dwa plutony, każdy pluton na półplutony czyli sekcje. Pluton dzielił się także na oddziały, czyli trójki, po trzy roty każdy.
Wchodził w skład 1 brygady Dywizji Ułanów Królestwa Kongresowego.

## Ubiór
Barwą pułku był kolor karmazynowy.
Kurtka ułańska granatowa z wyłogami i wypustkami i kołnierzem barwy karmazynowej
Czapka barwy karmazynowej. Na kokardach przy czapkach oficerowie nosili złocone krzyże kawalerskie.
Kołnierze na surdutach, lejbikach i płaszczach barwy karmazynowej. Na guzikach i na czapkach  numer 1.
Chorągiewki ułanów  karmazynowo-białe.

## Konie
Pułk posiadał konie gniade. 
- 1 szwadron – konie jednostajnej maści
- 2 szwadron – konie mogły mieć gwiazdki na czole
- 3 szwadron – konie mogły mieć gwiazdki, strzałki i pęciny
- 4 szwadron –  konie mogły mieć łysiny
- trębacze – konie gniado-srokate

Konie żołnierskie miały ogony obcięte do kolon i przerywane. Konie oficerskie – anglizowane.

## Dyslokacja
Stanowisko: województwo lubelskie.
Miejsce dyslokacji w 1830
- sztab – Lubartów
- 1 szwadron – Lubartów
- 2 szwadron – Parczew
- 3 szwadron – Ostrów Lubelski[6]
- 4 szwadron – Łęczna

## Żołnierze pułku
Szef pułku – J. K. M.  Następca Tronu Niderlandzkiego Książę Oranii.

Dowódcy pułku:
- płk Jan Tomicki
- płk Ludwik Bukowski (od 1830)
- ppłk Aleksander Konopka (28 lutego 1831, zmarł 23 kwietnia 1831),
- ppłk Lucjan Borkowski.

Oficerowie
- mjr Edward Gierałdowski (1788-?)
- kpt Ignacy Godlewski (1788-?)
- kpt. Paweł Jaroszewicz (1787-1840)
- kpt. Łukasz Sulejewski (1778-1840)
- por. Tomasz Strzemieczny (1795-1879)
- por. Michał Kośmiński (1791-?)
- por. Michał Szweycer
- ppor. Jan Bartkowski
- ppor. Feliks Gołęmbiowski (1791-?)
- ppor. Michał Jobkiewicz (1799-1857)

Żołnierze
- podoficer Adam Kniaziewicz (1800-?)
- podoficer Karol Krasuski (1805-?)
- podoficer Jan Korolkiewicz (1798-?)
- wach. plut. Maciej Roguski (1800-1870)
- wach. plut. Andrzej Dyski (1803-1852)
- ks. Mikołaj Kotarski (1787-1865)
- tow. Szymon Angierda (1794-1843)
- tow. Jan Bogdanowicz (1800-?)
- tow. Jan Filipek (1798-?)
- tow. Jan Górski (1791-?)
- tow. Piotr Górski (1789-1839)
- tow. Walenty Jakrzyński (1792-?)
- tow. Antoni Kopiński (1797-?)
- tow. Wojciech Oleksiewicz (1796-?)
- tow. Marceli Olszewski (1804-?)
- tow. Piotr Sitawski (1791-?)
- tow. Antoni Sucharski (1796-1844)
- tow. Antoni Tański (1806-?)

## Walki pułku
Pułk brał udział w walkach w czasie powstania listopadowego.
Bitwy i potyczki:
- Siedlce (9 lutego)
- Liw (11 i 16 lutego)
- Stoczek (14 lutego)
- Kałuszyn (17 lutego)
- Nowa Wieś (19 lutego)
- Grochów (25 lutego)
- nad Narwią (20 marca)
- Ostrołęka (26 marca)
- Różan (4 kwietnia)
- Węgrów (14 kwietnia)
- Boreml (19 kwietnia)
- Sokołów (26 kwietnia)
- Długosiodło (16 maja)
- Plewki, Laski, Jakać (17 maja)
- Bielsk (22 maja)
- Harnowszczyzna (23 maja)
- Chrynki(26 maja)
- Lida (31 maja)
- Użogość (5 czerwca)
- Rykonty, Malowanka (12 czerwca)
- nad rzeką Waką (17 czerwca)
- Wilno (19 czerwca)
- Siwki (4 lipca)
- Ejragoła, Plembork (5 lipca)
- Karczew (23 sierpnia)
- Kranka (28 sierpnia)
- Rogoźnica (29 sierpnia)
- Opole (15 września)

Za bitwy pułk otrzymał 1 krzyż kawalerski, 23 złote i 19 srebrne.